# Muscisaxicola maclovianus
A Muscisaxicola maclovianus a madarak (Aves) osztályának verébalakúak (Passeriformes) rendjébe és a királygébicsfélék (Tyrannidae) családjába tartozó faj.

## Rendszerezése
A fajt Prosper Garnot francia ornitológus írta le 1829-ben, a Sylvia nembe Sylvia macloviana néven. Szerepelt Muscisaxicola macloviana néven is.

## Alfajai
- Muscisaxicola maclovianus maclovianus (Garnot, 1826)
- Muscisaxicola maclovianus mentalis Orbigny & Lafresnaye, 1837[2]

## Előfordulása
Dél-Amerika déli részén és az Andokban, Argentína, a Déli-Georgia és Déli-Sandwich-szigetek, Chile, Ecuador, a Falkland-szigetek, Peru és Uruguay területén honos.
Természetes élőhelyei a mérsékel övi gyepek,  szubtrópusi és trópusi gyepek és cserjések, tengerpartok, lápok és mocsarak környékén, valamint legelők és szántóföldek. Telelni északra vonul.

## Megjelenése
Testhossza 17 centiméter.
|  |

## Természetvédelmi helyzete
Az elterjedési területe nagyon nagy, egyedszáma ugyan csökken, de még nem éri el a kritikus szintet. A Természetvédelmi Világszövetség Vörös listáján nem fenyegetett fajként szerepel.